# Mensun Bound
Mensun Bound (nacido el 4 de febrero de 1953 en Puerto Stanley, Islas Malvinas) es un arqueólogo marino que reside en Oxford, Reino Unido. Él es Triton Senior Research Fellow en Arqueología Marina de la Universidad de Oxford y miembro del Colegio de San Pedro, también en Oxford.

## Biografía
Nacido en las islas Malvinas, estudió en la Universidad Fairleigh Dickinson y la Universidad de Rutgers. En 1980, estableció la unidad de Investigación Arqueológica Marina en Oxford. Como parte de ello ha dirigido varias expediciones en las que se encuentran: un naufragio de un buque etrusco en la isla de Giglio (Italia), el Admiral Graf Spee en Montevideo (Uruguay), entre otros. También ha realizado varias publicaciones, destacándose The Archaeology of Ships at War (1995), Lost Ships (1998) y A Ship Cast Away About Alderney (2001).
En 1992, fue galardonado con el Premio Colin Mcleod por " Fomento de la cooperación internacional en el buceo" por el British Sub Aqua Club.